# Convento di Nuestra Señora de Gracia
Il convento di Nuestra Señora de Gracia si trova ad Avila, nella comunità autonoma di Castiglia e León, in Spagna. Fu fondato nel XVI secolo ed affidato alle monache dell'Ordine di Sant'Agostino.

## Descrizione

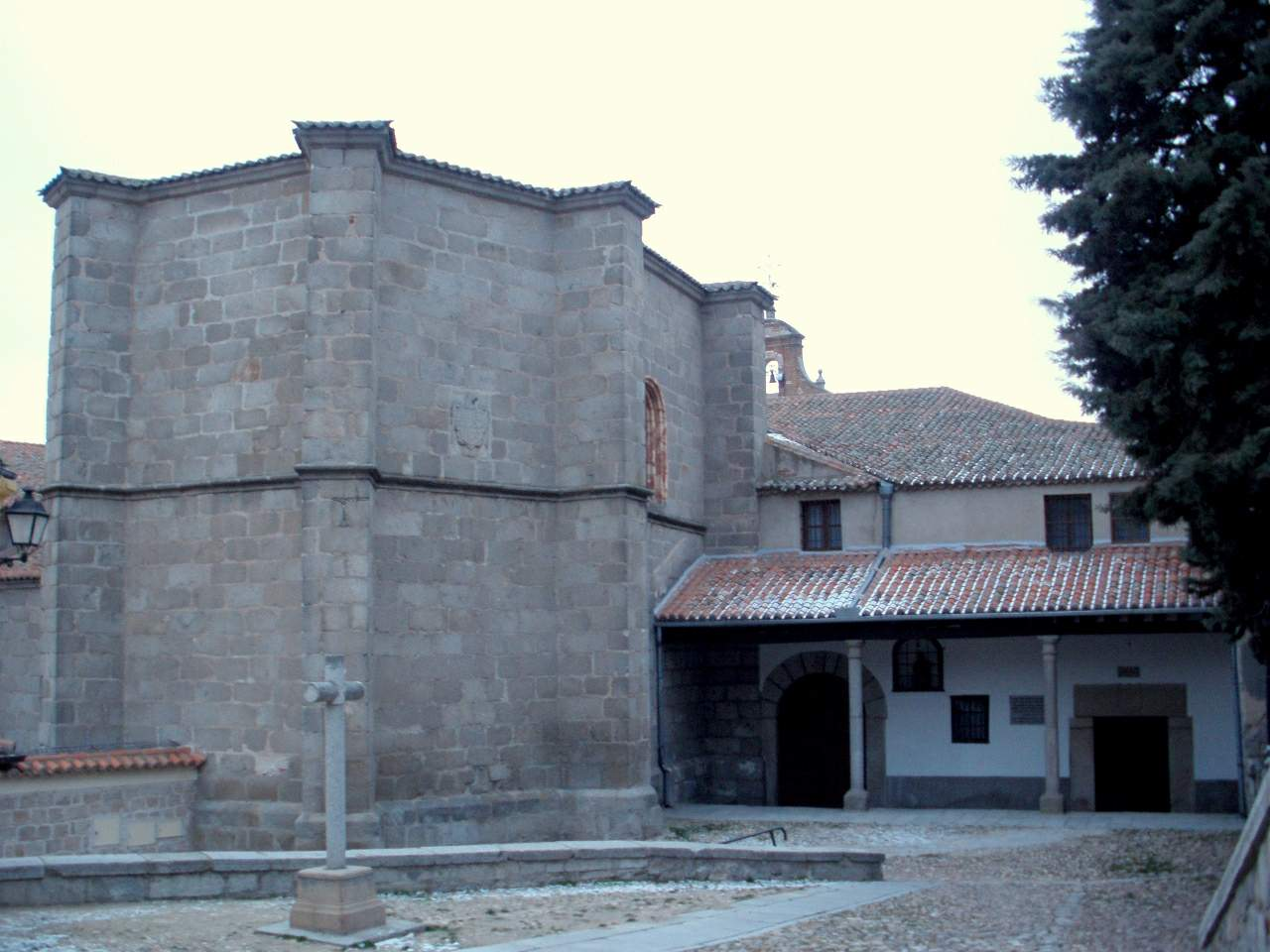
Ábside

Il 28 settembre 1508 una donna di Avila, chiamata Mencía López, ottenne una bolla da papa Giulio II con la quale veniva autorizzata a fondare un convento.
Il 16 giugno 1510, il vescovo di Avila, Alonso Carrillo di Albornoz, consegnò l'Eremo dei Santi Giusto e Pastore a frate Juan di Siviglia, parroco provinciale dell'Ordine di Sant'Agostino, affinché servisse da chiesa del convento. In precedenza, secondo Juan Martín Carramolino vi sarebbe esistita una moschea. Nel 1510 le religiose acquistarono una casa vicina che trasformarono in cenobio.
Vi venne fondato un laboratorio dove veniva insegnato, alle giovani, il ricamo e le pratiche religiose, mentre erano in attesa di sposarsi. Nel 1514 vi entrò come monaca María di Briceño, che si occupò delle novizie e delle alunne. Nel 1523 il monastero era popolato dalla fondatrice e da altre dodici religiose.
Su richiesta di suo padre, Teresa d'Avila entrò come alunna a luglio del 1531.[4][5] L'influsso di María di Briceño fu molto positivo affinché Teresa apprendesse le orazioni e la vita spirituale, trascorrendo in questo convento diciotto mesi. Nel 1532 Teresa divenne monaca carmelitana nel Convento dell'Incarnazione.
Il convento è in stile rinascimentale, con conci di pietre marmorizzate chiare.
La cappella maggiore, del 1551, fu fatta costruire da Pedro Dávila, capo delle finanze di Carlo V, e da suo figlio. Vi divenne parroco e rettore del convento Tommaso di Villanova, arcivescovo di Valenzia. Fra le religiose del convento vi fu anche Anna, figlia di Giovanni d'Austria, che passò dal convento di Madrigal a quello di Gracia.